# Salamon János
Salamon János (Kolozsvár, 1824 – Kolozsvár, 1899. március 21.) magyar hegedűs, karmester. Az első kolozsvári zenekarvezető, a magyarországi és erdélyi cigányprímások vezetője.

## Élete
Az 1848-49-es forradalom résztvevője, Bem tábori zenésze, a 31. honvéd zászlóalj karmestere volt. A szabadságharc után Kolozsváron volt cigányprímás, és huszonkét éven át minden március 15-én ingyen zenélt társaival.
Szabadságharczunknak egyik érdekes alakját veszítette el Kolozsvár városa Salamon János 1848/49-iki tábori zenekarvezető halálával, ki ott küzdött a dicsőséges erdélyi hadjáratokban Bem tábornok seregében, hol kard helyett társaival együtt a zene lelkesítő hangjaival buzdította csatára a vitéz honvéd-sereget.
Sírja a Házsongárdi temetőben található.